# 緑川聖司
緑川 聖司（みどりかわ せいじ）は、日本の小説家、児童文学作家、推理作家。大阪府岸和田市出身。大阪教育大学附属天王寺中学校、大阪大学卒業。大学時代はミステリー研究会に所属していた。2003年、『晴れた日は図書館へいこう』で第1回日本児童文学者協会長編児童文学新人賞の佳作となりデビューした。
デビュー以前に、光文社文庫の公募アンソロジー『本格推理』に推理小説の短編が2度掲載されている。
また、2001年の第8回創元推理短編賞では最終候補作がミステリ誌『創元推理21』に掲載され、日本推理作家協会編の年刊の推理小説傑作選にも収録された。

## 主な作品リスト

### 晴れた日は図書館へいこう
- 晴れた日は図書館へいこう（小峰書店、2003年10月） ISBN 978-4-338-17415-2 - 絵：宮嶋康子
  - 晴れた日は図書館へいこう（ポプラ文庫ピュアフル、2013年7月） ISBN 978-4-591-13530-3 - 絵：toi8
- ちょっとした奇跡 晴れた日は図書館へいこう 2（小峰書店、2003年10月） ISBN 978-4-338-22411-6 - 絵：宮嶋康子
  - 【改題】晴れた日は図書館へいこう ここから始まる物語（ポプラ文庫ピュアフル、2013年9月） ISBN 978-4-591-13585-3 - 絵：toi8
- 晴れた日は図書館へいこう 夢のかたち（ポプラ文庫ピュアフル、2020年12月） ISBN 978-4-591-16708-3 - 絵：toi8
- 晴れた日は図書館へいこう 物語は終わらない（ポプラ文庫ピュアフル、2023年11月） ISBN 978-4-591-17583-5 - 絵：toi8

### 本の怪談シリーズ
- ついてくる怪談 黒い本（ポプラポケット文庫、2010年7月） ISBN 978-4-591-11963-1 - 絵：竹岡美穂
- 終わらない怪談 赤い本（ポプラポケット文庫、2010年7月） ISBN 978-4-591-11964-8 - 絵：竹岡美穂
- 待っている怪談 白い本（ポプラポケット文庫、2011年1月） ISBN 978-4-591-12231-0 - 絵：竹岡美穂
- 追ってくる怪談 緑の本（ポプラポケット文庫、2011年7月） ISBN 978-4-591-12514-4 - 絵：竹岡美穂
- 呼んでいる怪談 青い本（ポプラポケット文庫、2011年7月） ISBN 978-4-591-12513-7 - 絵：竹岡美穂
- 封じられた怪談 紫の本（ポプラポケット文庫、2012年2月） ISBN 978-4-591-12733-9 - 絵：竹岡美穂
- 時をこえた怪談 金の本（ポプラポケット文庫、2012年7月） ISBN 978-4-591-13001-8 - 絵：竹岡美穂
- 海をこえた怪談 銀の本（ポプラポケット文庫、2012年7月） ISBN 978-4-591-13002-5 - 絵：竹岡美穂
- 学校の怪談 黄色い本（ポプラポケット文庫、2012年12月） ISBN 978-4-591-13175-6 - 絵：竹岡美穂
- 色のない怪談 怖い本（ポプラポケット文庫、2013年3月） ISBN 978-4-591-13378-1 - 絵：竹岡美穂
- 番外編 忘れていた怪談 闇の本（ポプラポケット文庫、2013年12月） ISBN 978-4-591-13698-0 -絵：竹岡美穂
- 番外編 つながっていく怪談 呪う本（ポプラポケット文庫、2014年8月） ISBN 978-4-591-14092-5 - 絵：竹岡美穂
- よみがえる怪談 灰色の本（ポプラポケット文庫、2017年7月） ISBN 978-4-591-15507-3 - 絵：竹岡美穂
- まぼろしの怪談 わたしの本（ポプラポケット文庫、2017年12月） ISBN 978-4-591-15653-7 - 絵：竹岡美穂
- とりこまれる怪談 あなたの本（ポプラポケット文庫、2018年12月） ISBN 978-4-591-16077-0 - 絵：竹岡美穂
- 伝染する怪談 みんなの本（ポプラポケット文庫、2019年12月） ISBN 978-4-591-16456-3 - 絵：竹岡美穂

### 怪談収集家 山岸良介
- 怪談収集家 山岸良介の帰還（ポプラポケット文庫、2015年12月） ISBN 978-4-591-14760-3 - 絵：竹岡美穂
- 怪談収集家 山岸良介の冒険（ポプラポケット文庫、2016年7月） ISBN 978-4-591-15080-1 - 絵：竹岡美穂
- 怪談収集家 山岸良介と学校の怪談（ポプラポケット文庫、2016年12月） ISBN 978-4-591-15291-1 - 絵：竹岡美穂
- 怪談収集家 山岸良介と人形村（ポプラポケット文庫、2017年12月） ISBN 978-4-591-15652-0 - 絵：竹岡美穂
- 怪談収集家 山岸良介の妖しい日常（ポプラポケット文庫、2018年7月） ISBN 978-4-591-15920-0 - 絵：竹岡美穂
- 怪談収集家 山岸良介と人喰い遊園地（ポプラポケット文庫、2019年7月） ISBN 978-4-591-16078-7 - 絵：竹岡美穂
- 怪談収集家 山岸良介の最後の挨拶（ポプラポケット文庫、2019年12月） ISBN 978-4-591-16455-6 - 絵：竹岡美穂

### 福まねき寺シリーズ
- 福まねき寺にいらっしゃい 副住職見習いの謎解き縁起帖（ポプラ文庫ピュアフル、2015年6月） ISBN 978-4-591-14515-9 - 絵：烏羽雨
- 座敷童子の願いごと 福まねき寺で謎解きを（ポプラ文庫ピュアフル、2018年3月） ISBN 978-4-591-15499-1 - 絵：烏羽雨
- 座敷童子の幸せごはん 福まねき寺で謎解きを（ポプラ文庫ピュアフル、2019年2月） ISBN 978-4-591-16214-9 - 絵：烏羽雨

### 霊感少女
- 霊感少女 幽霊さんのおなやみ、解決します!（角川つばさ文庫、2016年6月） ISBN 978-4-0463-1599-1 - 絵：椋本夏夜
- 霊感少女 心霊クラブ、はじめました!（角川つばさ文庫、2017年10月） ISBN 978-4-0463-1601-1 - 絵：椋本夏夜

### 猛獣学園！アニマルパニック
- 猛獣学園！アニマルパニック 百獣の王ライオンから逃げきれ！（集英社みらい文庫、2018年11月） ISBN 978-4-08-321473-8 - 絵：畑優以
- 猛獣学園！アニマルパニック 最強の巨獣ヒグマから学校を守れ！（集英社みらい文庫、2019年3月） ISBN 978-4-08-321495-0 - 絵：畑優以

### 七不思議神社
- 七不思議神社（あかね書房、2019年7月） ISBN 978-4-251-03735-0 - 絵：TAKA
- 七不思議神社 森に消えた宝（あかね書房、2019年11月） ISBN 978-4-251-03736-7 - 絵：TAKA
- 七不思議神社 白い影を追え (あかね書房、2021年4月) ISBN 978-4-251-03737-4 - 絵:TAKA
- 七不思議神社 幽霊の待つ学校（あかね書房、2022年2月）ISBN 978-4-251-03738-1 - 絵：TAKA
- 七不思議神社 妖の修学旅行（あかね書房、2023年4月）ISBN 978-4-251-03739-8 - 絵：TAKA
- 七不思議神社 破られた結界（あかね書房、2024年1月）ISBN 978-4-251-03740-4 - 絵：TAKA
- 七不思議神社 迷いのまぼろし（あかね書房、2024年10月）ISBN 978-4-251-03741-1 - 絵：TAKA

### 絶対に見ぬけない!!
- 絶対に見ぬけない!! “こわい” がかくれた1分間ストーリー（集英社みらい文庫、2019年12月） ISBN 978-4-08-321545-2 - 絵：モゲラッタ
- 絶対に見ぬけない!! “本当はこわい”1分間ストーリー（集英社みらい文庫、2020年5月） ISBN 978-4-08-321576-6 - 絵：モゲラッタ
- 絶対に見ぬけない!! あっとおどろく1分間ストーリー（集英社みらい文庫、2020年11月） ISBN 978-4-08-321613-8 - 絵：モゲラッタ

### 図書室の怪談
- 図書室の怪談 悪魔の本（ポプラ社 ポプラキミノベル、2021年3月） ISBN 978-4-591-16966-7 - 絵：浮雲宇一
- 図書室の怪談 死者の本（ポプラ社 ポプラキミノベル、2021年7月） ISBN 978-4-591-17059-5 - 絵：浮雲宇一
- 図書室の怪談 黄泉の本（ポプラ社 ポプラキミノベル、2021年12月） ISBN 978-4-591-17217-9 - 絵：浮雲宇一
- 図書室の怪談 魔女の七不思議（ポプラ社 ポプラキミノベル、2022年7月）ISBN 978-4-591-17427-2 - 絵：浮雲宇一
- 図書室の怪談 闇の図書室（ポプラ社 ポプラキミノベル、2022年12月）ISBN 978-4-591-17591-0 - 絵：浮雲宇一

### 意味がわかるとゾッとする
- 意味がわかるとゾッとする 怖い図書館（新星出版社、2022年7月）ISBN 978-4-405-07356-2 - 絵：熊谷ユカ
- 意味がわかるとゾッとする 怖い博物館（新星出版社、2023年6月）ISBN 978-4-405-07369-2 - 絵：熊谷ユカ
- 意味がわかるとゾッとする 怖い遊園地（新星出版社、2024年7月）ISBN 978-4-405-07390-6 - 絵：熊谷ユカ

### オカルト研究会シリーズ
- オカルト研究会と呪われた家（朝日新聞出版 ナゾノベル、2023年4月）ISBN 978-4-023-32245-5 - 絵：水輿ゆい
- オカルト研究会と幽霊トンネル（朝日新聞出版 ナゾノベル、2024年2月）ISBN 978-4-023-32324-7 - 絵：水輿ゆい

### ノベライズ

#### 世にも奇妙な物語
- 世にも奇妙な物語 ドラマノベライズ くずれ落ちる日常編（集英社みらい文庫、2019年12月） ISBN 978-4-08-321543-8 - 絵：桑島黎音 脚本：中村樹基、和田清人、山岡潤平、ブラジリィー・アン・山田、小川智子
- 世にも奇妙な物語 ドラマノベライズ 教室の裏側にひそむ暗闇編（集英社みらい文庫、2020年4月） ISBN 978-4-08-321574-2 - 絵：けーしん 脚本：森ハヤシ、小川みづき、大野敏哉、中村樹基、小峯裕之

#### 炎炎ノ消防隊
- 炎炎ノ消防隊 悪魔的ヒーロー登場（青い鳥文庫、2020年3月） ISBN 978-4-06-518748-7 - 原作・絵：大久保篤
- 炎炎ノ消防隊 謎の白装束（青い鳥文庫、2020年6月） ISBN 978-4-06-519961-9 - 原作・絵：大久保篤
- 炎炎ノ消防隊 最強消防官―新門 紅丸（青い鳥文庫、2020年9月） ISBN 978-4-06-520645-4 - 原作・絵：大久保篤
- 炎炎ノ消防隊 兄弟の再会（青い鳥文庫、2020年12月） ISBN 978-4-06-521693-4 - 原作・絵：大久保篤
- 炎炎ノ消防隊 地下の決戦（青い鳥文庫、2021年3月） ISBN 978-4-06-522511-0 - 原作・絵：大久保篤
- 炎炎ノ消防隊 新たな火種（青い鳥文庫、2021年6月） ISBN 978-4-06-523539-3 - 原作・絵：大久保篤
- 炎炎ノ消防隊 ”柱”争奪戦（青い鳥文庫、2021年9月） ISBN 978-4-06-524729-7 - 原作・絵：大久保篤
- 炎炎ノ消防隊 未知への船出（青い鳥文庫、2022年9月） ISBN 978-4-06-529023-1 - 原作・絵：大久保篤

#### シャーロック劇場版
- バスカヴィル家の犬 シャーロック劇場版（青い鳥文庫、2022年6月） - 原案：アーサー・コナン・ドイル、脚本：東山狭

### その他
- プールにすむ河童の謎 緑川事件簿（小峰書店、2005年6月） ISBN 978-4338162081 - 絵：森友典子
- 怪談いろはカルタ 急がばまわれど逃げられず（集英社みらい文庫、2016年12月） ISBN 978-4-08-321350-2 - 絵：紅緒
- ポプラ世界名作童話(24) 宝島（ポプラ社、2018年8月） ISBN 978-4-591-15947-7 - 作：R.L.スチーブンソン、絵：大庭賢哉
- 霧見台三丁目の未来人（PHP研究所 カラフルノベル、2019年12月） ISBN 978-4-569-78910-1 - 絵：ポズ
- かくされた意味に気がつけるか？ 3分間ミステリー 真実を知るのは誰？（ポプラ社、2020年7月） ISBN 978-4-591-16700-7 - 絵：黒田ヱリ
- 怪を語れば怪来たる 怪談師夜見の怪談蒐集録（二見ホラー×ミステリ文庫、2021年9月） ISBN 978-4-576-21147-3 - 絵：アオジマイコ
- 萬屋怪談録 彼岸村（竹書房怪談文庫、2023年3月）ISBN 978-4-801-93484-9
- となりのふたごは闇使い（ポプラ社 ポプラキミノベル、2024年1月）ISBN 978-4-591-18025-9 - 絵：三湊かおり

### 短編
- 一般
  - 孤島の殺人 - 『本格推理7 異端の建築家たち』（光文社文庫、1996年5月） - 湯川聖司名義
  - ある山荘の殺人 - 『本格推理13 幻影の設計者たち』（光文社文庫、1998年11月） - 湯川聖司名義
  - 見えない悪意 - 第8回創元推理短編賞最終候補作[1]
    - 『創元推理21』2002年夏号、東京創元社、2002年8月
    - 『ザ・ベストミステリーズ 2003 推理小説年鑑』日本推理作家協会編、講談社、2003年7月
    - 『殺人の教室 ミステリー傑作選』日本推理作家協会編、講談社文庫、2006年4月

  - わたしの本 - 『北村薫のミステリー館』北村薫編、新潮文庫、2005年10月（『晴れた日は図書館へいこう』より）
  - ベッドの下の男 - 『小説推理』2010年4月号（双葉社）
  - あの日の図書館 - 『季刊asta』VOL.2（2022.1）（ポプラ社）
  - 『京都怪談 猿の聲』竹書房怪談文庫、2022年8月、共著。作品複数収録。
- 児童文学
  - 宝の地図 - 『ファンタジーの宝石箱 Vol.3 タイム・バード』産経新聞文化部編、全日出版、2004年10月
  - 待ち受け - 『こわい！ 赤玉 ふるえちゃう15のお話！』講談社KK文庫、2006年7月
  - 赤信号 - 『こわい！ 闇玉 こわくて不思議な16の闇の世界』講談社KK文庫、2007年7月
  - 緑ケ丘商店街会長代理万屋真之助の事件簿 - 『悪魔の手紙事件 きみも名探偵 4』日本児童文学者協会編、偕成社、2007年1月
  - 消えたぬいぐるみのなぞ - 『怪盗シャラクのひみつ きみも名探偵 10』日本児童文学者協会編、偕成社、2008年2月
  - 三月の新入生 - 『7days wonder 紅桃寮の七日間』ポプラ社 TEEN'S ENTERTAINMENT、2009年7月、他に谷原秋桜子、野村美月、加藤実秋が参加。
    - 【改題】『青春ミステリーアンソロジー 寮の七日間』ポプラ文庫ピュアフル、2011年12月

  - みんなが視える！ - 『みんなが視える！ 地霊町ふしぎ探偵団』KADOKAWA、2014年5月
  - 『笑い猫の5分間怪談 1～9巻』KADOKAWA、2015年7月 - 2016年12月、共著。作品複数収録。
  - 怪談ぼっこ - 『あなたのとなりにある不思議　ぞくぞく編』ポプラ社、2016年12月
  - 戻らずの森 - 『本当にあった？ 恐怖のお話・怪』PHP研究所、2018年2月
  - 呪いの代金 - 『日本児童文学』2019年5・6月号（日本児童文学者協会）
  - 暗闇の中の殺人 - 『児童文芸』2022年夏号（日本児童文芸家協会）
  - 『ひみつの小学生探偵』
    1. ロッカールーム密室事件 -  『1 あやしいヒゲの会事件』チームD編、Gakken、2023年7月
    2. 雪の足あとのなぞ事件 - 『2 ぬすまれたハガキ事件』チームD編、Gakken、2024年2月

  - 『てのひら怪談 見てはいけない』ポプラキミノベル、2023年11月、共著。作品複数収録。
  - 『どこかがおかしい』PHP研究所、2024年2月、共著。作品複数収録。
  - 『どこかがおかしい(2)』PHP研究所、2025年4月、共著。作品複数収録。